# Pendalock

## Pendalock
Pendalock ist ein deutsches Schmuckunternehmen mit Sitz in Düsseldorf. Es ist auf Schmuckstücke mit einem integrierten Verschlussmechanismus spezialisiert.

### Produkte
Zum Sortiment gehören Halsketten, Armbänder und Ohrringe. Charakteristisch ist ein Verschluss, der als sichtbares Designelement gestaltet ist und mit einer Hand bedient werden kann.

### Auszeichnungen
Im Jahr 2025 wurde The secret pendant von Pendalock mit dem German Design Award in der Kategorie Excellent Product Design – Luxury Goods ausgezeichnet. Die Jury hob die Verbindung von Funktionalität und Ästhetik hervor.